# Спелонга (Асколи Пичено)
Спелонга (итал. Spelonga) насеље је у Италији у округу Асколи Пичено, региону Марке.
Према процени из 2011. у насељу је живело 214 становника. Насеље се налази на надморској висини од 949 м.